# Norman Thavaud
Norman Jacky Cyrill Thavaud (sinh ngày 14 tháng 4 năm 1987) thường được biết đến dưới tên gọi là Norman fait des vidéos (Norman làm video), là một blogger, diễn viên hài kịch người Pháp được biết đến với các video ngắn của anh trên YouTube. Tổng số lượt xem của kênh anh là 1.9 lượt xem.

## Điện ảnh
| Năm  | Tên                          | Vai             | Đạo diễn                    | Chú thích             |
| ---- | ---------------------------- | --------------- | --------------------------- | --------------------- |
| 2009 | Manger une banane ne tue pas | Charles         | Rémi Forte                  | Short                 |
| 2013 | Pas très normales activités  | Octave Blin     | Maurice Barthélémy          |                       |
| 2013 | Super Social Movie           | Norman / Namron | Morgan Prêleur & Rémi Sello | Short Also Writer     |
| 2014 | Le fantôme de merde          | Bad ghost       | Raphaël Descraques          | Short                 |
| 2014 | Scènes de ménages            | The young owner | Francis Duquet              | TV Series (1 Episode) |
| 2015 | Mon roi                      | Nico            | Maïwenn                     |                       |
| 2015 | Peplum                       | The messenger   | Philippe Lefebvre           | TV Series (1 Episode) |
| 2017 | Alibi.com                    | Paul-Edouard    | Philippe Lacheau            |                       |
| 2017 | Call My Agent !              | Himself         | Antoine Garceau             | TV Series (1 Tập)     |